# Ballersdorf (Rohrenfels)
Ballersdorf ist ein Dorf und Ortsteil von Rohrenfels im Landkreis Neuburg-Schrobenhausen, der zum Regierungsbezirk Oberbayern in Bayern gehört.

## Geographie

### Lage
Ballersdorf liegt nördlich von Rohrenfels am Westrand des Donaumooses.
Verkehrstechnisch liegt Ballersdorf westlich der nordöstlich-südwestlich verlaufenden Staatsstraße St 2035 von Neuburg an der Donau nach Augsburg.

### Nachbarorte
Die Nachbarorte sind im Südwesten Ergertshausen, im Westen Doferhof, im Norden, Nordosten und Osten die Neuburger Ortsteile Sehensand, Gnadenfeld (Kahlhof) und Hardt und im Süden Wagenhofen und der Hauptort Rohrenfels.

## Geschichte
Der Name Ballersdorf stammt von Baldersdorf, also Dorf des Balder.

Ballersdorf war von jeher Besitz des Herzogs von Bayern, bis Herzog Heinrich IV. von Bayern, der spätere Kaiser Heinrich II., das Dorf im Jahre 1000 dem neugegründeten Benediktinerinnenkloster in Neuburg schenkte, dem es bis zu seiner Auflösung 1552 gehörte. Bis 1808 gehörte Ballersdorf in der Folge zum Fürstentum Pfalz-Neuburg. Besitzer waren bis 1783 das Jesuitenkolleg Neuburg und dann die Malteser-Kommende selbst.

Die katholische Herz-Jesu-Kapelle, ein kleiner Bau mit Dachreiter, ist von 1901 (Neubarock) und steht unter Denkmalschutz. Das Dorf gehört zur Pfarrei Sankt Martin im benachbarten Wagenhofen, wohin man – bis zur Reform um 1970 – auch stets schulisch orientiert war.

Bis zum 1. Juli 1972 gehörte die selbstständige Gemeinde Ballersdorf mit zuletzt 130 Einwohnern zum Landkreis Neuburg an der Donau und fiel dann im Zuge der Gebietsreform in Bayern an den vergrößerten Landkreis Neuburg an der Donau, der am 1. Mai 1973 den Namen Landkreis Neuburg-Schrobenhausen erhielt. Am 1. Mai 1978 wurde der Ort in die Gemeinde Rohrenfels eingegliedert.